# Kristin Sverresdotter
Kristin Sverresdotter, född okänt år, död 1213, norsk prinsessa och drottning, gift med kung Filippus Simonsson. Hon var dotter till kung Sverre Sigurdsson av Norge och Margareta Eriksdotter (erikska ätten). Hennes äktenskap arrangerades som ett fredsfördrag mellan bagler och birkerbeinare. Hon gifte sig med Filippus 1209 och dog fyra år senare.